# Rezerwat przyrody Stawy Siedleckie
Rezerwat przyrody Stawy Siedleckie – faunistyczny rezerwat przyrody w województwie mazowieckim położony na terenie gminy Siedlce na gruntach wsi Topórek, przy północnej granicy Siedlec.

## Charakterystyka
Rezerwat zajmuje powierzchnię 242,3038 ha. Wokół rezerwatu utworzono otulinę o powierzchni 432,81 ha.
W skład rezerwatu wchodzi 10 akwenów, rozdzielonych groblami o szerokości kilku metrów. Hodowane są tu z różną intensywnością ryby. Jedna kwatera porośnięta jest około 50-letnim zadrzewieniem (przewaga olszy czarnej). Lustro wody zajmuje około 30% powierzchni akwenów. 50% to szuwar trzcinowy i pałkowy, jak również niewielkie płaty turzycowiska. Pozostałą część pokrywają zarośla wierzbowe i zadrzewienia liściaste. Wzdłuż północno-wschodniej granicy rezerwatu przepływa Helenka.

## Cel ochrony i przyroda
Celem ochrony rezerwatu jest zachowanie cennego biotopu lęgowego, żerowisk i miejsc odpoczynku rzadkich gatunków ptaków oraz siedlisk rzadkich gatunków roślin chronionych i bezkręgowców. Rezerwat znajduje się na terenie dwóch obszarów Natura 2000 – ostoi ptasiej Dolina Liwca oraz siedliskowej Ostoi Nadliwieckiej.
W latach 90. XX w. kolonia lęgowa mewy śmieszki na terenie rezerwatu liczyła około 10 tys. gniazd. Inne ptaki występujące w rezerwacie to: wąsatka, zimorodek, remiz, perkoz dwuczuby, duże stada łysek oraz kormoranów. Spotkać można także czaplę białą, gęś gęgawę i różne gatunki siewek, zwłaszcza na mieliznach powstających w wyniku zimowego spuszczania wody ze stawów. Stawy Siedleckie to obręb hodowlany, który można zwiedzać po powiadomieniu gospodarza. W latach 2012–2013 w rezerwacie stwierdzono występowanie 35 gatunków ssaków należących do 7 rzędów i 12 rodzin. Stanowiło to 57,4% taksonów podawanych dla Mazowsza. Odnotowano wówczas 9 gatunków ssaków drapieżnych, dziewięć taksonów gryzoni i osiem nietoperzy.
Spośród ssaków parzystokopytnych obserwowano na terenie rezerwatu trzy gatunki: dzika, sarnę i łosia, a także osiem gatunków nietoperzy. Były to: borowiec wielki (najczęstszy), karlik większy, mroczek późny, karlik malutki, karlik drobny, mroczak posrebrzany, nocek rudy i nocek Natterera (cztery ostatnie rzadko). Odnotowano 17 osobników należących do 3 gatunków ryjówkokształtnych. Były to: ryjówka aksamitna, ryjówka malutka i rzęsorek rzeczny. Na groblach bytował kret europejski. Z gryzoni stwierdzono mysz polną i nornicę rudą, a także (znacznie rzadziej) nornika północnego, badylarkę, nornika zwyczajnego, a także mysz leśną. Obecne były też karczowniki i piżmaki oraz bobry europejskie. Stwierdzono następujące drapieżniki: lisa, borsuka, norkę amerykańską (głównie w pobliżu rowów okalających stawy) i jenota. Mieszka tu również wydra. Na podstawie tropów zidentyfikowano łasicę, gronostaja, tchórza zwyczajnego i kunę domową. Oprócz tego stwierdzono występowanie zająca szaraka i jeża wschodniego. 
Rezerwat jest miejscem o znacznej różnorodności gatunkowej ssaków, w tej części kraju. Wynika to ze znacznego zróżnicowania siedlisk. Rezerwat jest ważny dla wielu grup zwierząt oraz roślin w tej części Polski.

## Zarządzanie terenem
Kontrowersje wzbudził komunikowany przez władze samorządowe miasta oraz gminy Siedlce w latach 2011–2012 plan przejęcia od Agencji Nieruchomości Rolnych działek wchodzących w skład rezerwatu oraz zmiany planu ich przeznaczenia z rolnego na rekreacyjny. Plan ten spotkał się z protestami ekologów. W przetargu agencji na zakup stawów w dniu 12 września 2012 prywatny inwestor przelicytował ofertę miasta, jednak do końca 2012 nie sfinalizował transakcji.